# 3389 Sinzot
A 3389 Sinzot (ideiglenes jelöléssel 1984 DU) a Naprendszer kisbolygóövében található aszteroida. Henri Debehogne fedezte fel 1984. február 25-én.